# Domaszków (powiat kłodzki)

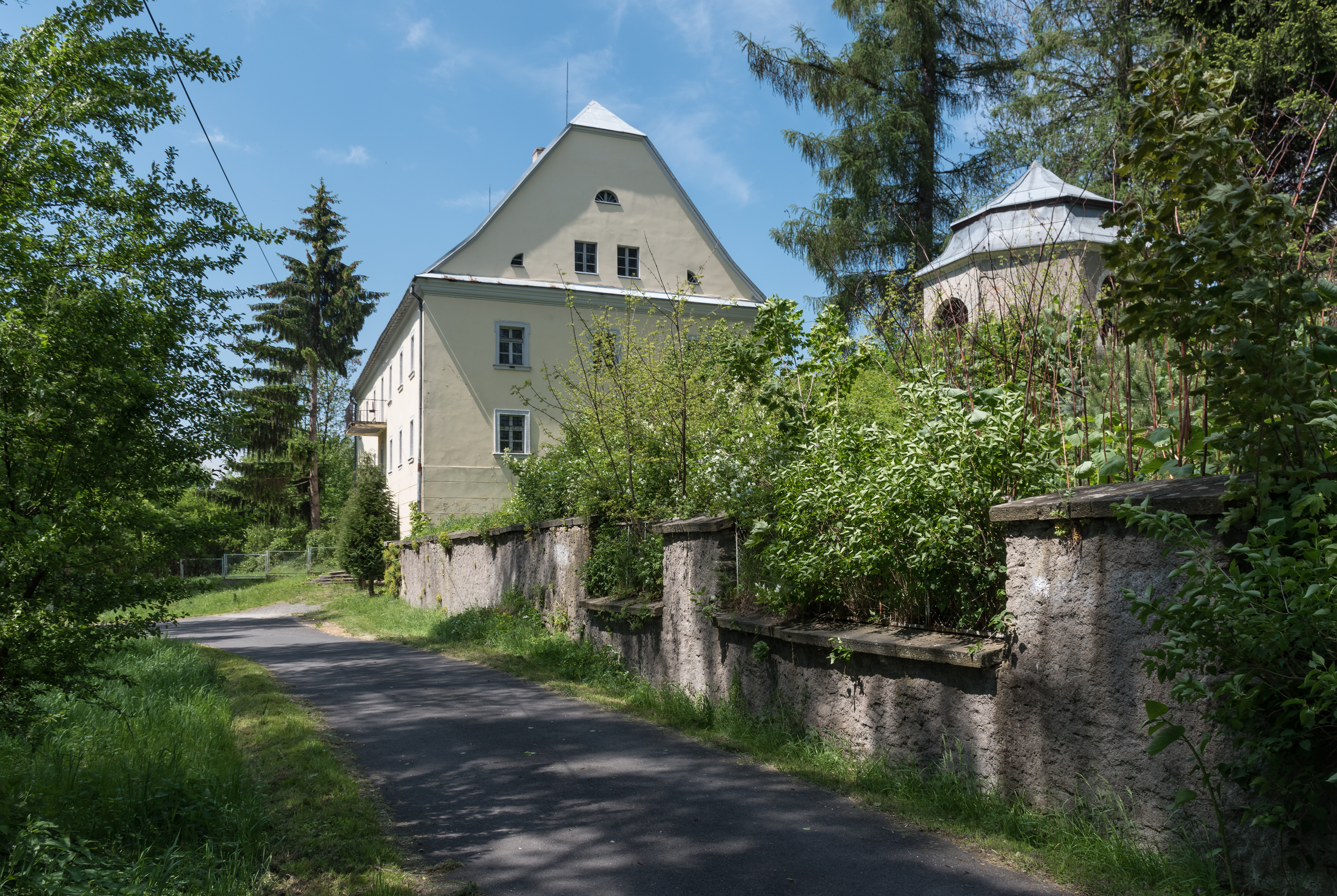
Zabytkowa plebania w Domaszkowie

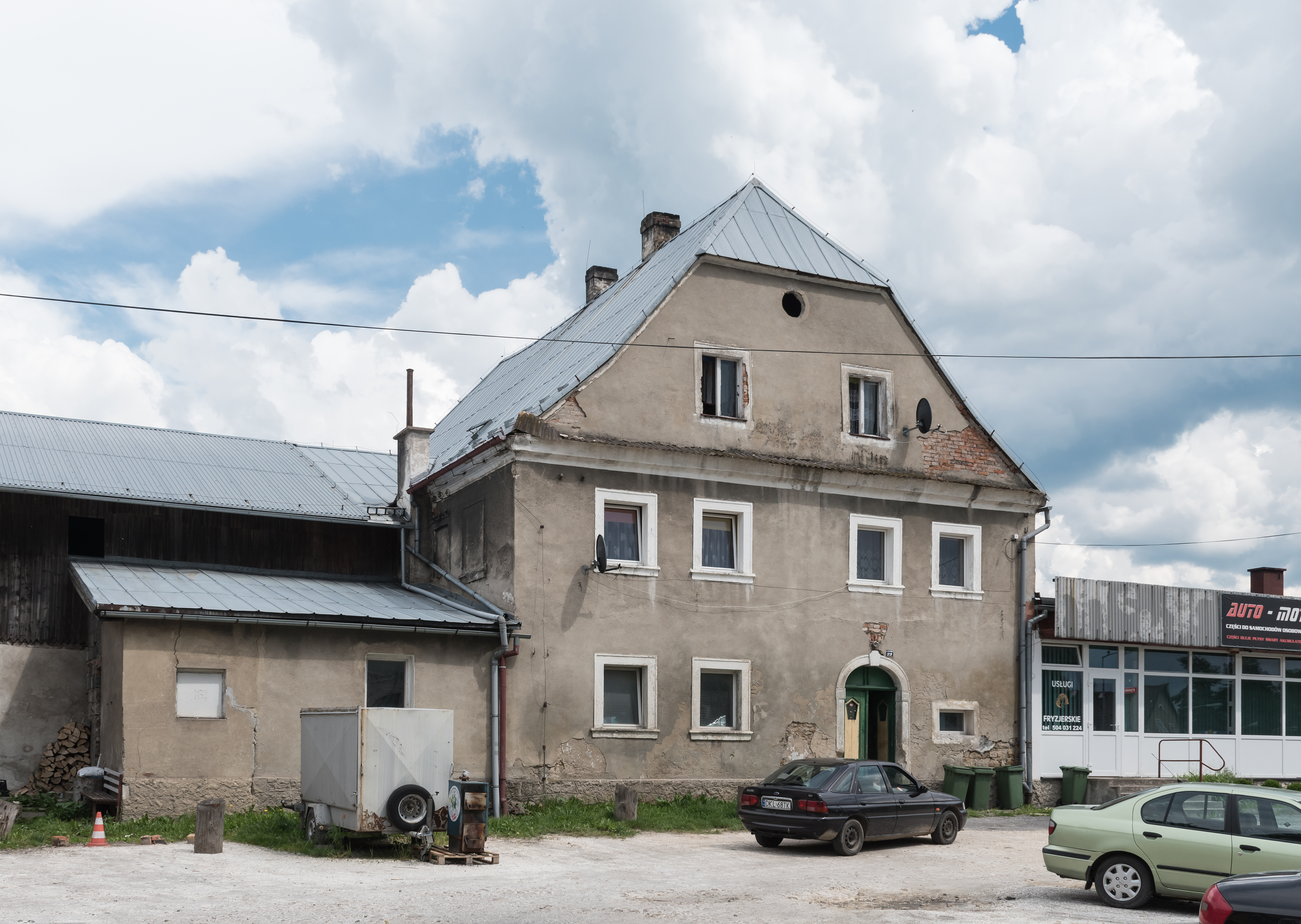
Zabytkowy dom przy ul. Międzyleskiej 22

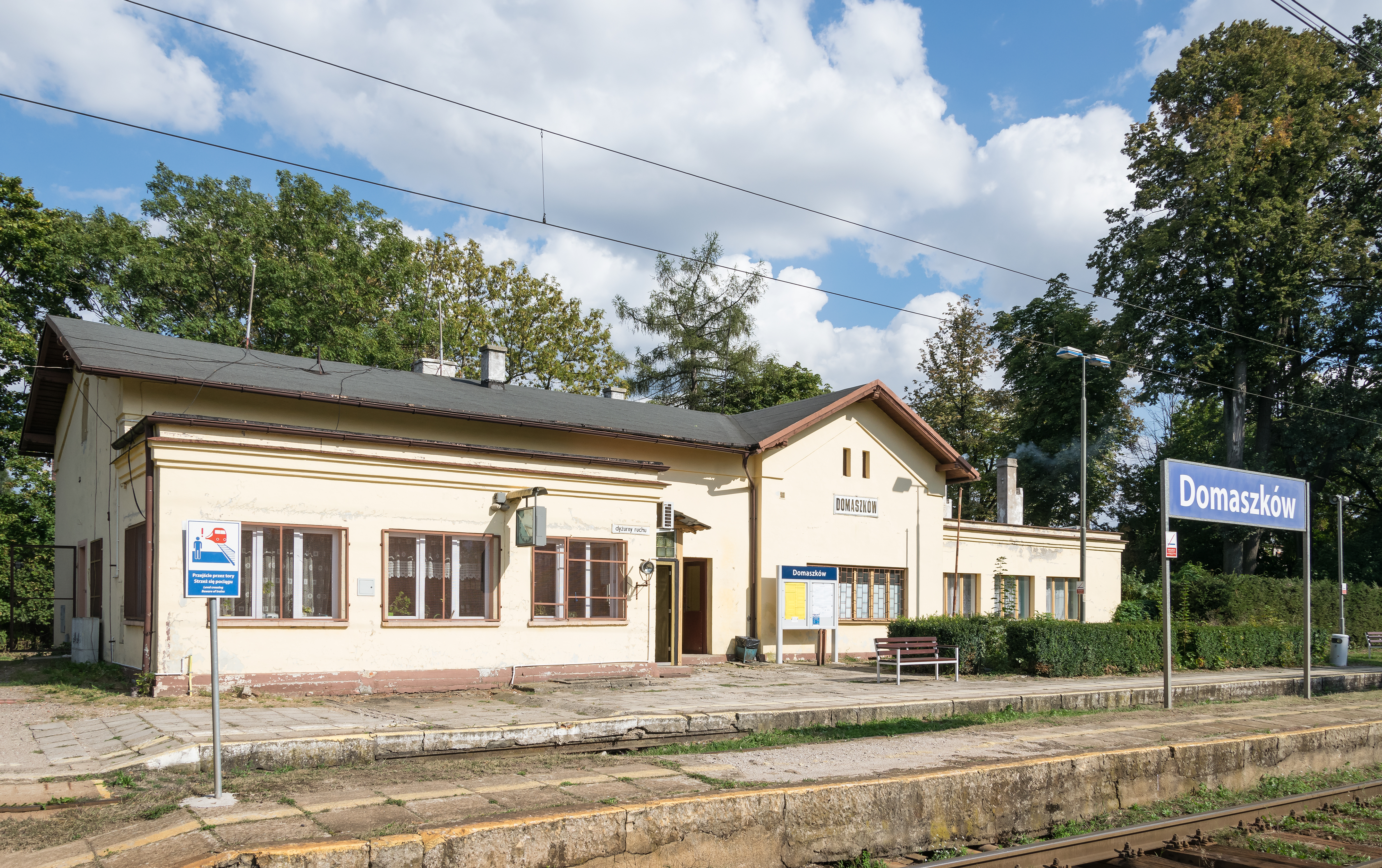
Stacja kolejowa

Domaszków (niem. Ebersdorf) – wieś w Polsce położona w województwie dolnośląskim, w powiecie kłodzkim, w gminie Międzylesie.

## Położenie
Domaszków to wieś łańcuchowa o długości około 5,5 km, leżąca wzdłuż Domaszkowskiego Potoku, na granicy Obniżenia Bystrzycy Kłodzkiej i Wysoczyzny Międzylesia, na wysokości około 390–475 m n.p.m.

## Podział administracyjny
W latach 1945–1954 i 1973–1976 miejscowość była siedzibą gminy Domaszków. W latach 1954–1972 wieś należała i była siedzibą władz gromady Domaszków. W latach 1975–1998 miejscowość należała administracyjnie do województwa wałbrzyskiego.

## Historia
Pierwsza wzmianka o Domaszkowie pochodzi z roku 1254, miejscowość była wtedy związana z Zamkiem Szczerba. W roku 1337 należała do państwa śnielińskiego. W czasie wojen husyckich Domaszków znacznie ucierpiał z powodu położenia na trakcie ze Śląska do Czech. W okresie od XV do XVII wieku wieś należała do królewszczyzny, w roku 1684 została kupiona przez rodzinę Althannów. W roku 1840 Domaszków przeszedł na własność Marianny Orańskiej. We wsi był wtedy kościół, kilka młynów wodnych, olejarnie, browar, wytwórnia starki i warsztaty tkackie. W roku 1875 powstała tu stacja kolejowa, a miejscowość nabrała znaczenia turystycznego jako punkt wypadowy dla turystów udających się w Masyw Śnieżnika i Góry Bystrzyckie.

## Demografia
Według Narodowego Spisu Powszechnego z 2011 r. wieś liczyła 1254 osób.

## Religia
- Parafia św. Mikołaja w Domaszkowie
- Sala Królestwa Świadków Jehowy[8]

## Zabytki
Do wojewódzkiego rejestru zabytków wpisane są obiekty:
- Kościół parafialny pw. św. Mikołaja, z 1563 r.[7], rozbudowany w latach 1682–83. Jest to renesansowa budowla salowa z wielobocznym prezbiterium i emporami wzdłuż bocznych ścian połączonymi prospektem organowym[7]. Wyposażenie wnętrza jest głównie barokowe, między innymi są to: ołtarz główny z 1776 roku, kamienna chrzcielnica z 1464 roku i ambona autorstwa Michała Klahra[7]. Na wieży jest dzwon z 1464 roku[7].
- Kaplica grobowa w Domaszkowie, z połowy XVIII wieku, stojąca obok kościoła,
- plebania, z 1711 roku przy ul. Kolejowej 2, nakryta dachem naczółkowym.
- sierociniec ze szkołą, z lat 1853–1861, ul. Międzyleska 18,
- dom przy ul. Międzyleskiej 22, z XIX wieku, dawny dwór sędziowski[7], nakryty dachem naczółkowym.

Inne zabytki:
- drewniane i murowane domy z XIX i XX wieku,
- krzyże przydrożne i kapliczki.

## Gospodarka
W miejscowości działało Państwowe Gospodarstwo Rolne Domaszków.